# Urft

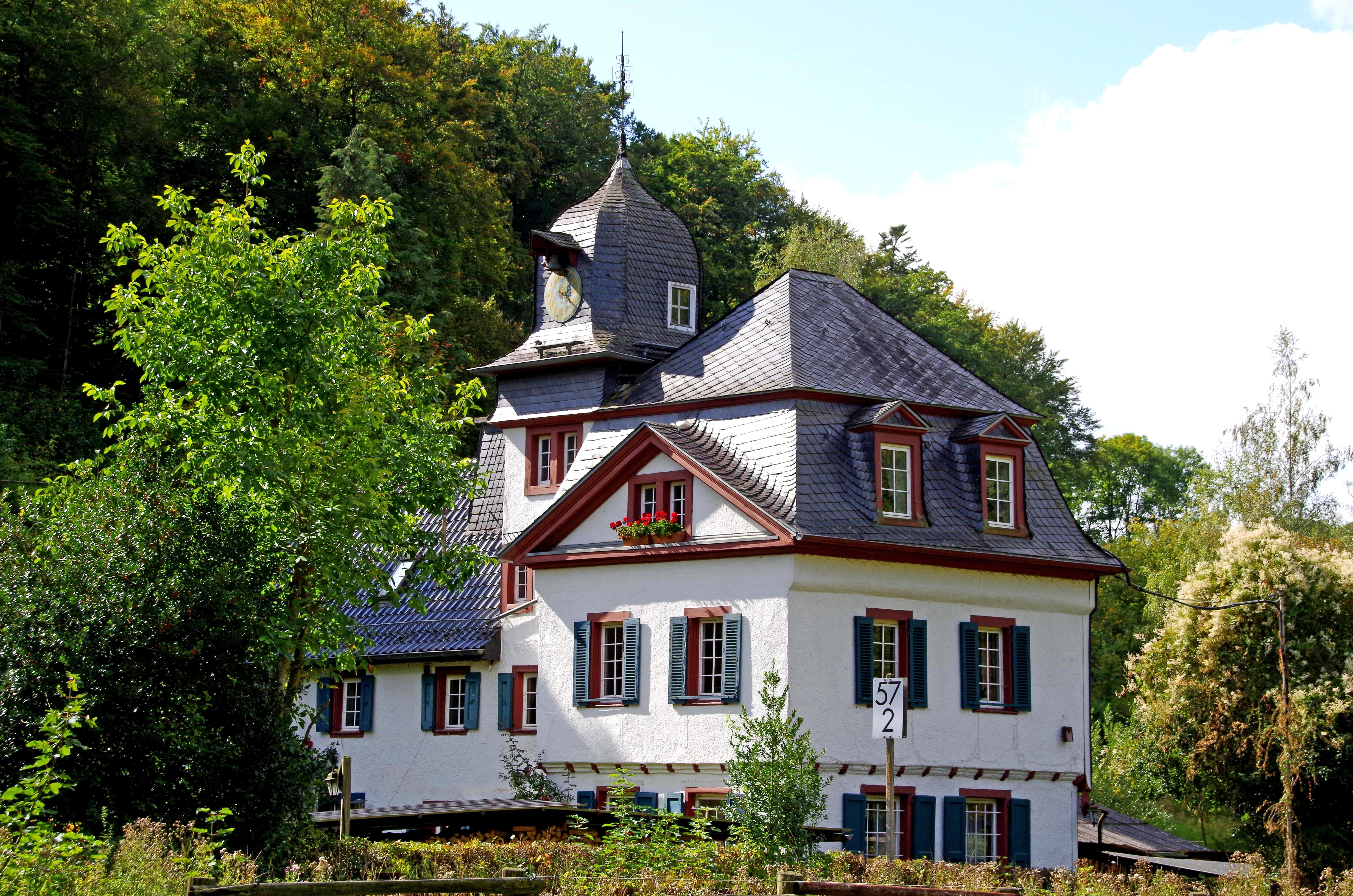
Ehemalige Urfter Mühle

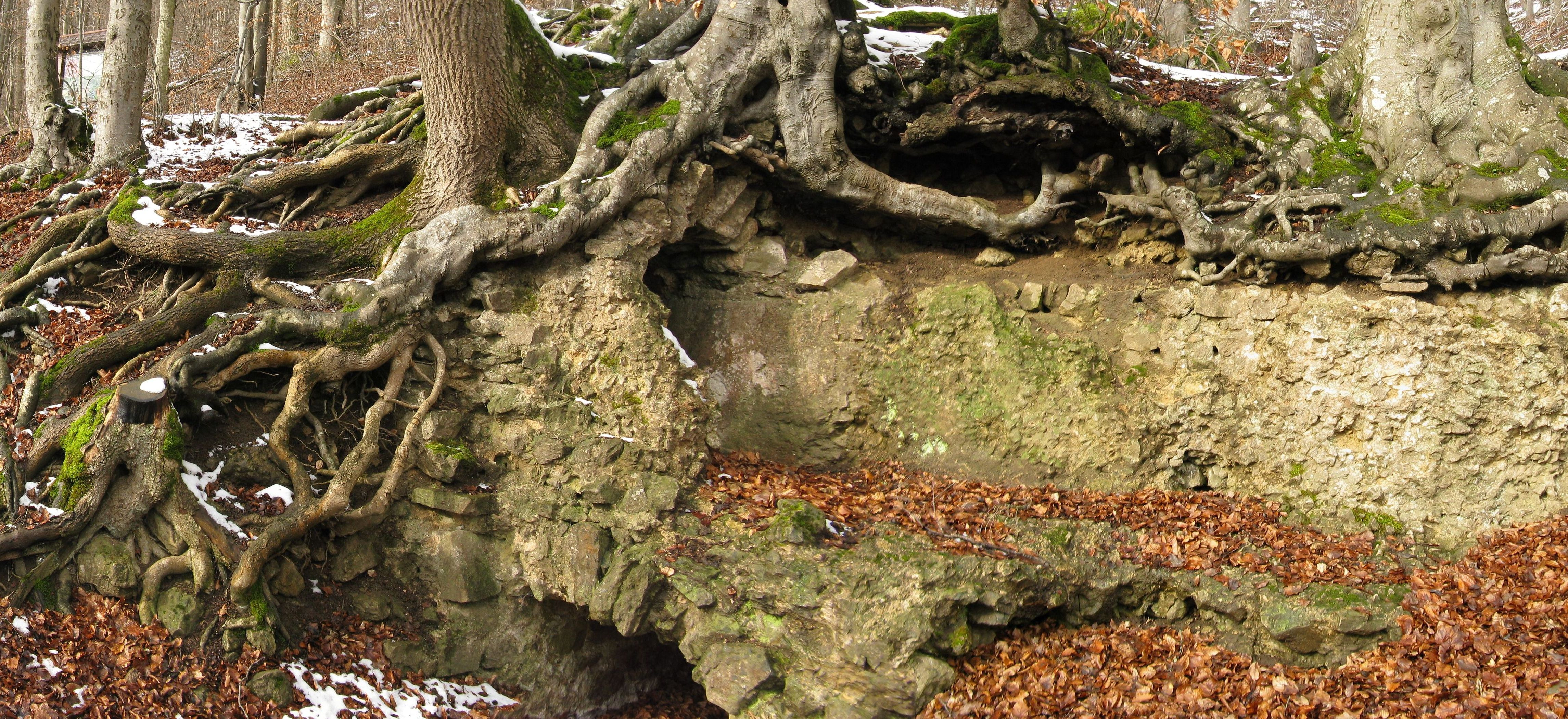
Aquäduktbrücke Urft

Urft ist ein östlicher Ortsteil der Gemeinde Kall im nordrhein-westfälischen Kreis Euskirchen. Urft hat etwa 340 Einwohner.

## Geografie
Der Ort liegt an der Urft halbkreisförmig um eine namenlose Anhöhe (502,3 m ü. NHN).
Am Rande des Ortes mündet der Gillesbach in die Urft.
Südwestlicher Nachbarort ist Steinfeld. Nordwestlich grenzt Sötenich an Urft, nördlich Keldenich.

## Geschichte
Die von den Römern erbaute und ab circa 80 nach Christus betriebene Eifelwasserleitung verläuft am Ortsrand mit einem Aufschluss mit Durchlass.
Die Stolzenburg, schon in der Gemarkung Keldenich gelegen, ist eine auf dem nordöstlich Talhang der Urft thronende Ruine einer Höhenburg.
Die Burg Dalbenden ist eine im 12. Jahrhundert als Wasserburg entstandene Burganlage.
Am 1. Juli 1969 wurde Urft nach Kall eingemeindet.

## Wappen
| Wappen der früheren Gemeinde Urft | Blasonierung: „Unter silbernem (weißem) Schildhaupt, darin ein schwarzes Balkenkreuz, in Blau zwei schräggekreuzte golden-(gelb)-gegriffte silberne (weiße) Schwerter.“ |
| Wappen der früheren Gemeinde Urft | Wappenbegründung: Das Wappen wurde 1956 vom nordrhein-westfälischen Innenminister verliehen. Die Schwerter entstammen dem alten Wappen der Gemeinde Urft, wie auf zwei Grabsteintafeln in der Abteikirche Steinfeld heut noch zu sehen ist. Urft gehörte früher zum kurkölnischen Amt Hardt; dieses symbolisiert das Kreuz. Die Farben Blau und Silber sind die Marienfarben und erinnert daran, dass die Jungfrau Maria Patronin der ehemaligen Prämonstratenserabtei Steinfeld war, zu der Urft gehört. |

## Sehenswürdigkeiten und Tourismus

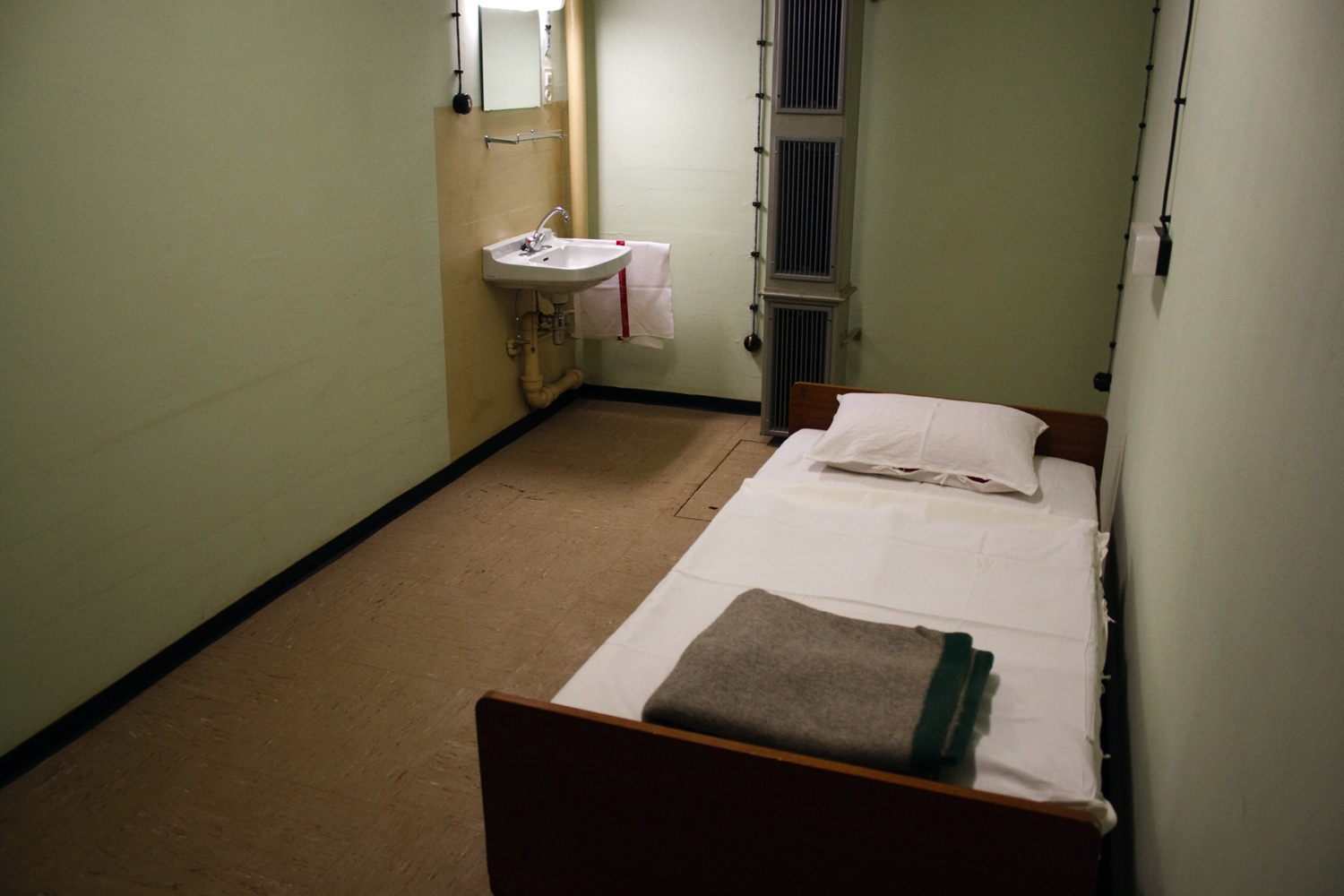
Schlafzimmer der Landesregierung im Atombunker

Am Ortsrand wurde der Atombunker, der Ausweichsitz Nordrhein-Westfalen, errichtet; inzwischen ist er Museum.
Durch den Ort führen der
- Römerkanal-Wanderweg mit den Stationen 3 bis 6, unter anderem vorbei an der Burg Dalbenden und an der Stolzenburg,[8]

sowie die Radfernwege
- Eifel-Höhen-Route als Rundkurs um und durch den Nationalpark Eifel und
- Tälerroute, sie erschließt touristisch interessante Orte in Nordrhein-Westfalen auf familienfreundlicher Strecke.

Die Urft aufwärts liegen die Römerkanal-Quelle Grüner Pütz und (rechts des Flusses) die Achenlochhöhle und die Mannenberghöhlen.
Südwestlich des Ortes liegt auf einer Anhöhe das Kloster Steinfeld.

## Wirtschaft und Infrastruktur

### Öffentliche Einrichtungen
Das Hermann-Josef-Haus Urft, eine Kinder- und Jugendhilfeeinrichtung mit Förderschule für soziale und emotionale Entwicklung, umfasst auf einem etwa 11 ha großen Gelände im Gillesbachtal eine Kapelle, Schul- und Wohneinrichtungen für rund 100 junge Menschen, einen Sportplatz und eine therapeutische Reitanlage. Träger ist der Katholische Erziehungsverein Köln.
Urft befinden hat ein Jugendwaldheim und zwei Schullandheime.
Am westlichen Ortsausgang befindet sich eine Kläranlage an der Urft.

### Verkehr

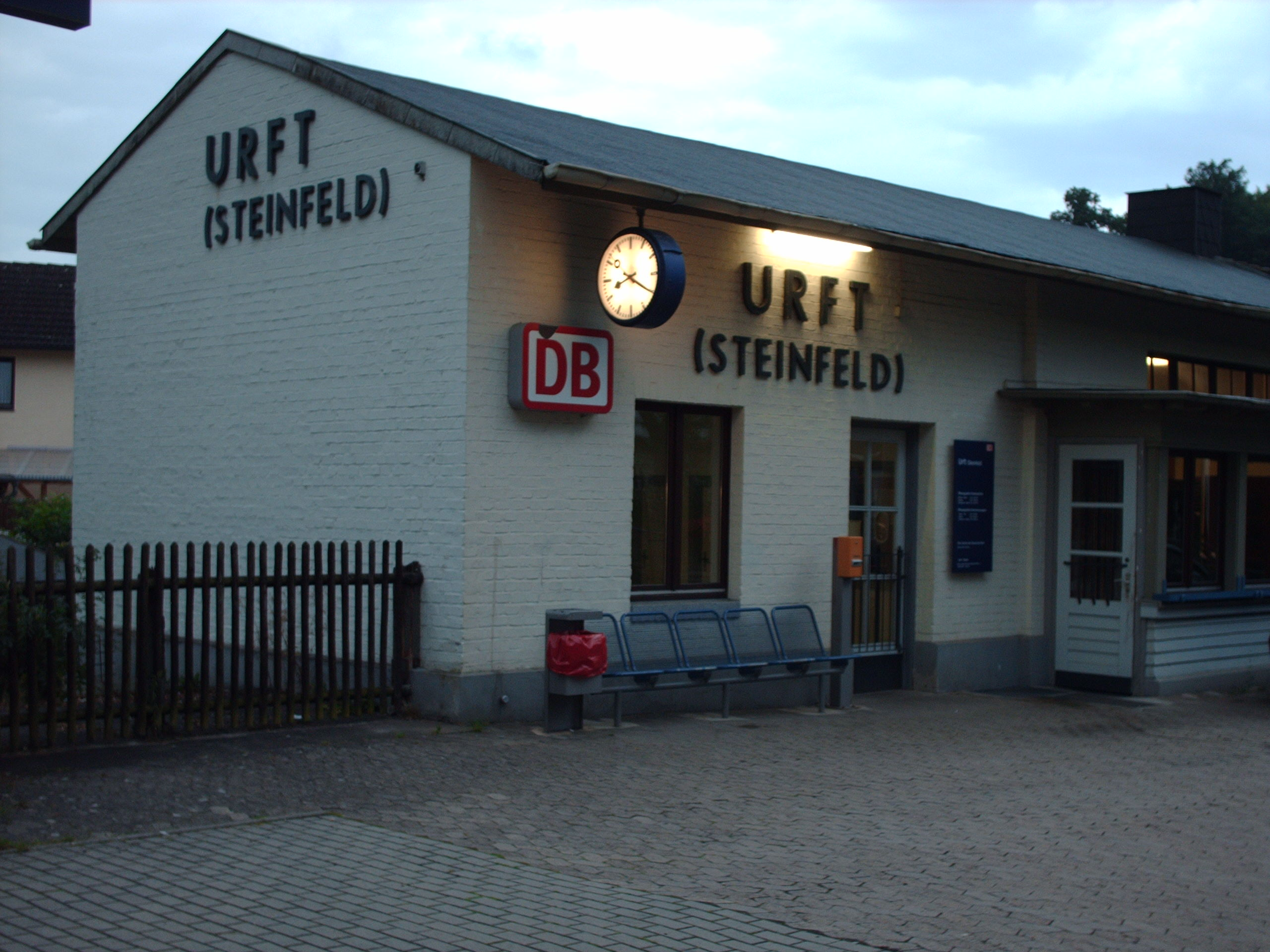
Bahnhaltepunkt Urft (Steinfeld)

Durch Urft verlaufen die Landesstraßen 22 und 204.
An die Autobahn 1 ist Urft über die Anschlussstelle Nettersheim angebunden.
Der Haltepunkt Urft (Steinfeld) an der Bahnstrecke Hürth-Kalscheuren–Ehrang (Eifelstrecke, KBS 474) wird von der Linie RE22 sowie zeitweise von der RB24 bedient.
Die VRS-Buslinie 886 der RVK, die überwiegend als TaxiBusPlus nach Bedarf verkehrt, stellt den Personennahverkehr mit den angrenzenden Orten und Kall sicher. Zusätzlich verkehrt an Wochenenden von April bis Oktober ein Wanderbus als Linie 770 von Kall nach Blankenheim und Mirbach.

## Eisenbahnunglücke
Im Rahmen der Reparatur der Kriegsschäden war die Eifelstrecke von Urft bis Nettersheim für 5,3 km nur eingleisig ausgebaut. Ein 1,7 km langes Ausweichgleis mit der Blockstelle Gronrechtsmühle (GRM, km 59,4) ermöglichte das Überholen oder Begegnen von Zügen. Dort gab es weder Schutzweichen noch die Induktive Zugbeeinflussung (Indusi) als Sicherheitseinrichtungen.
- Am Sonntag, dem 27. November 1949, gegen 1:30 Uhr übersah das Personal des Richtung Köln fahrenden Durchgangsgüterzuges Dg 7823 das Haltesignal. Der Zug hatte ein Gewicht von etwa 1400 Tonnen und war mit einer Lokomotive der Baureihe 44 bespannt. Der Zug schnitt die folgende Weiche auf und prallte nahe dem Bahnübergang in Urft auf einen entgegenkommenden Güterzug. Dieser Ganzzug war mit Koks aus Alsdorf beladen. Er wog rund 1800 Tonnen und wurde von zwei Lokomotiven der Baureihe 58 gezogen und von einer der Baureihe 50 geschoben. Ein Lokführer des Ganzzuges wurde getötet, das weitere Lokpersonal der Züge verletzt. Bis Sonntagmittag war der Bahnübergang freigeräumt, am Dienstag wurde die Bahnstrecke für den Verkehr wieder freigegeben.[12]
- Am Mittwoch, 24. September 1958, war eine Dampflokomotive, Baureihe 23, des Bw Krefeld auf der Fahrt nach Trier. Dabei übersah das Lokpersonal mindestens drei Haltesignale und prallte gegen 6 Uhr bei km 60,8 auf einen entgegenkommenden Personenzug. Es war der Frühzug P 3515 von Jünkerath nach Köln, bespannt mit einer Dampflokomotive der Baureihe 38. Das Lokpersonal und sieben Reisende wurden getötet. Zwei der etwa 25 Reisenden wurden schwer, fünf leicht verletzt. Auch das Personal der 23er fand den Tod.[13]

Der Schleidener Landrat Georg Linden erinnerte beim zweiten Unfall daran, dass mehrere Eingaben an die Bahn zum zweigleisigen Ausbau der Strecke nichts bewirkt hatten und die Schadenshöhe der Unfälle wohl die Ausbaukosten überstieg.

## Persönlichkeiten
- Georg Linden (* 1911), Kaufmann zu Urft, 1954 bis 1969 Landrat des Kreises Schleiden